# Lokammanahalli, Turuvekere
Lokammanahalli là một làng thuộc tehsil Turuvekere, huyện Tumkur, bang Karnataka, Ấn Độ.